# Гармиш-Партенкирхен (район)
Гармиш-Партенкирхен (нем. Garmisch-Partenkirchen) — район в Германии. Центр района — город Гармиш-Партенкирхен. Район входит в землю Бавария. Подчинён административному округу Верхняя Бавария. Занимает площадь 1012,28 км². Население — 88,748 чел. Плотность населения — 88 человек/км².
Официальный код района — 08821
Район подразделяется на 22 общины.

## Города и общины

### Ярмарочные общины
1. Гармиш-Партенкирхен (26 249)
2. Миттенвальд (7 912)
3. Мурнау-ам-Штаффельзе (12 086)

### Общины
1. Бад-Байерзойен (1 194)
2. Бад-Кольгруб (2 420)
3. Валльгау (1 429)
4. Заульгруб (1 687)
5. Зехаузен-ам-Штаффельзе (2 338)
6. Грайнау (3 672)
7. Гросвайль (1 433)
8. Крюн (1 986)
9. Обераммергау (5 364)
10. Оберау (3 108)
11. Ольштадт (3 298)
12. Ригзе (1 145)
13. Унтераммергау (1 449)
14. Уффинг-ам-Штаффельзе (3 023)
15. Фархант (3 717)
16. Швайген (625)
17. Шпатценхаузен (788)
18. Этталь (813)
19. Эшенлоэ (1 633)

### Объединения общин
1. Административное сообщество Заульгруб
2. Административное сообщество Зехаузен-ам-Штаффельзе
3. Административное сообщество Ольштадт
4. Административное сообщество Унтераммергау

## Население
По оценке на 31 декабря 2015 года население района составляет 87 385 человек.
| Дата      | 1840  | 1871  | 1900  | 1925  | 1939  | 1950  | 1961  | 1970  | 1987  | 2011  |
| --------- | ----- | ----- | ----- | ----- | ----- | ----- | ----- | ----- | ----- | ----- |
| Население | 14994 | 15989 | 20518 | 31953 | 50689 | 71503 | 70522 | 75424 | 78782 | 84046 |

| Год       | 1960  | 1970  | 1980  | 1990  | 2000  | 2009  | 2010  | 2011  | 2012  | 2013  | 2014  | 2015  |
| --------- | ----- | ----- | ----- | ----- | ----- | ----- | ----- | ----- | ----- | ----- | ----- | ----- |
| Население | 72423 | 76366 | 81947 | 83342 | 86577 | 86305 | 86336 | 84234 | 84710 | 85443 | 85931 | 87385 |